# Ubukata Shigeru
Shigeru Ubukata (sinh ngày 15 tháng 11 năm 1978) là một cầu thủ bóng đá người Nhật Bản.

## Sự nghiệp câu lạc bộ
Shigeru Ubukata đã từng chơi cho Albirex Niigata.